# 自衛隊伊拉克復興支援群
自衛隊伊拉克復興支援群（日語：自衛隊イラク復興支援群）是日本自衛隊因應伊拉克戰爭而派外的一支營級人道救援部隊。於2004年1月派遣至伊拉克南部的薩瑪沃。任務包含了支援伊拉克當地的水資源淨化、公共及基礎設施的重建工程等。

## 背景

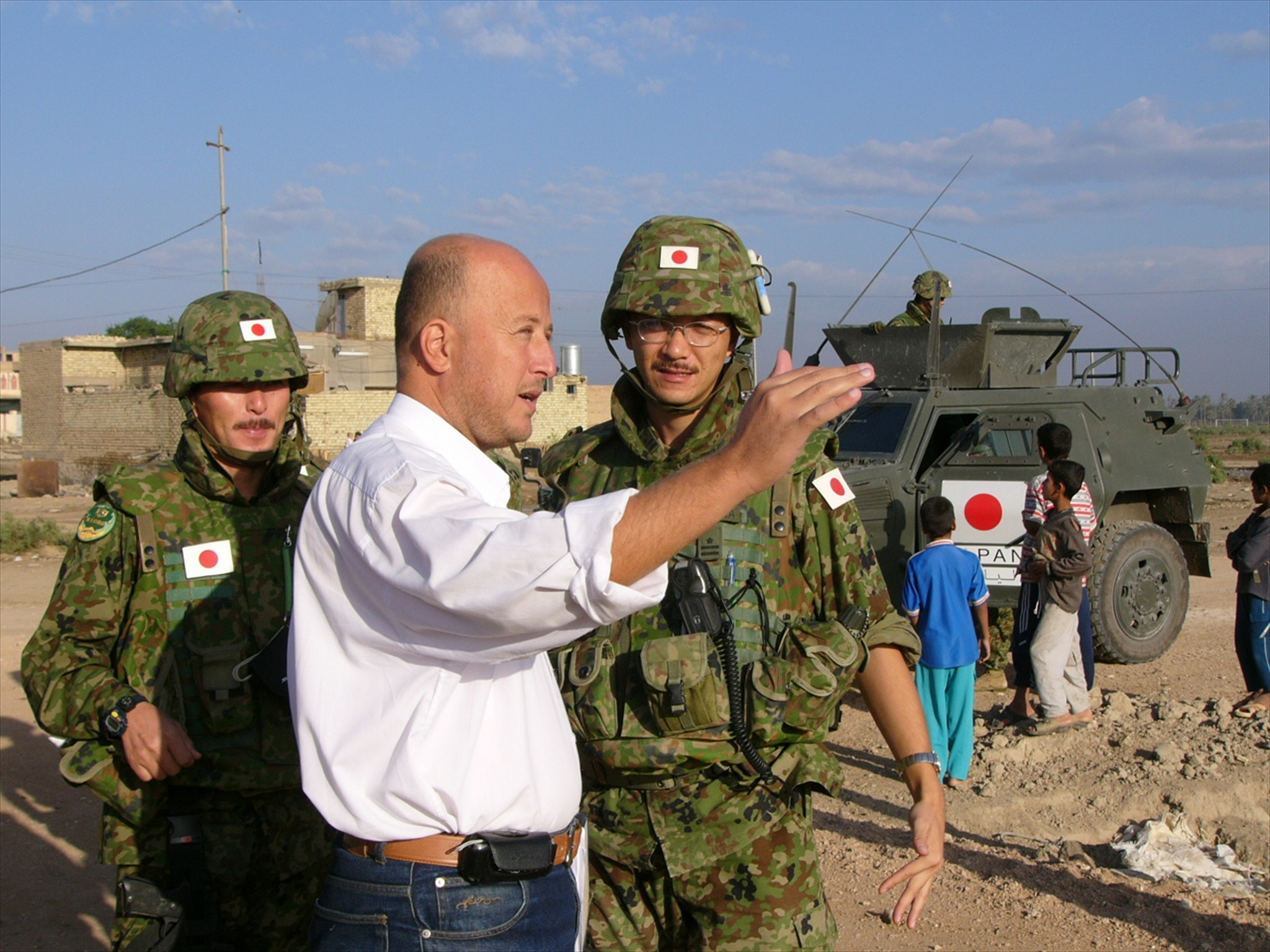
日本自衛隊員在伊拉克

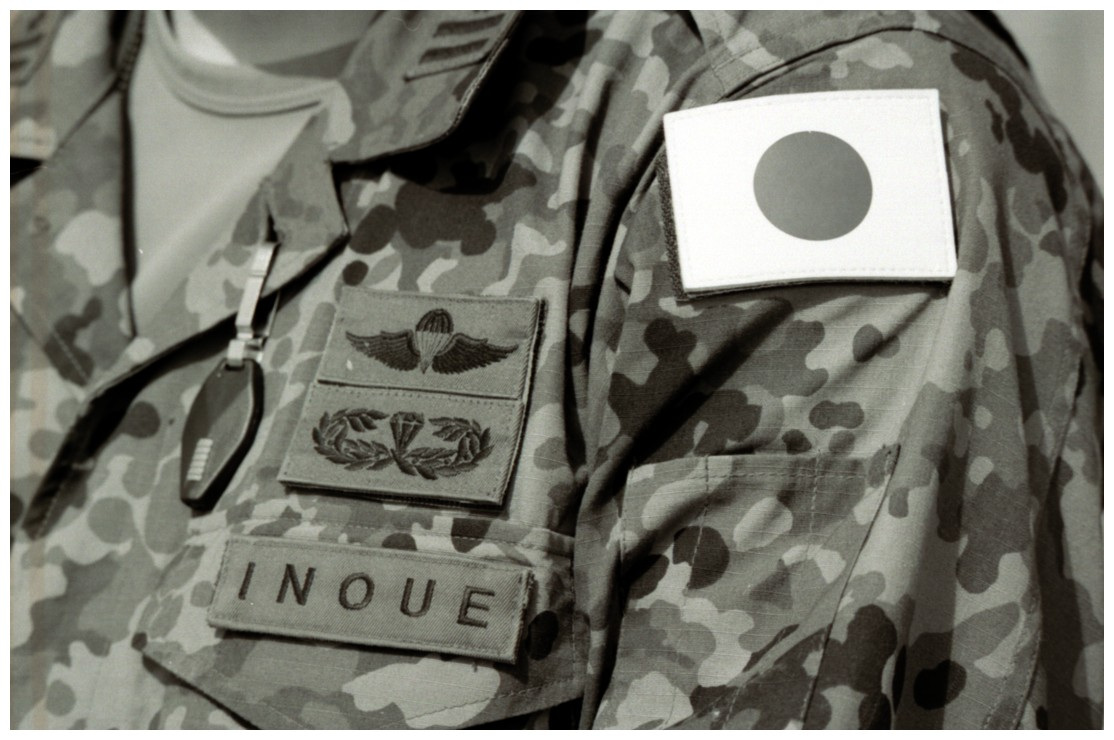
日本自衛隊員派遣伊拉克時穿的迷彩作業服

自衛隊至伊拉克的爭議性派遣是小泉內閣經美國要求後定案的。這在日本歷史上是一顯著事件，象徵著日本在第二次世界大戰後 ，第一次進行非聯合國主持任務的海外派兵。日本國內輿論對此次派兵的意見相當兩極，因為日本國憲法第九條禁止將武裝力量用於自行防衛之外的目的，而對於伊拉克支援群的任務性質產生爭議。
為了使伊拉克派遣合法化，於12月9日將記載派遣期間活動內容、人數規模等相關資訊的「基本計畫」（イラク人道復興支援特措法に基づく対応措置に関する基本計画）提交臨時內閣會議決定。之後，12月19日下達了航空自衛隊的派遣令，26日派遣了48人的先遣隊前往中東。自此之後又陸續派了陸上自衛隊和航空自衛隊的更多部隊到伊拉克去。
2003年11月29日，兩名日本派遣人員在伊拉克的提克里特附近進行復興支援群的最後階段籌備工作時遇害身亡。2004年4月上旬，一名日本記者和兩名工作人員被綁票，但於4月15日被釋放。 翌日又有一名記者和工作人員被綁架，這次在24小時內獲釋。前三人的綁票者威脅說若日本不在三天內撤走自衛隊，就要放火燒他們。組織「伊斯蘭傳教士委員會」的發言人表示，是日本國內要求撤回部隊的聲浪增強，才讓他們釋放日本人員。
統一聖戰組織領袖阿布·穆薩布·扎卡維於2004年7月20日的一次聲明中警告日本、波蘭和保加利亞必須將部隊調離，要求日本政府「仿效菲律賓的決定」並威脅若是不從，「就以汽車炸彈伺候貴國」。2004年10月30日，日籍背包客香田証生遭到斬首的遺體在伊國首都巴格達被尋獲，在此前他已被俘了數日。此事件增加了日本國民施加於小泉政府的壓力，要求自衛隊回國的聲浪變高。
2005年5月25日，一名法國外籍兵團和陸上自衛隊第1空降團的退役隊員齊藤昭彥，在一次護衛任務中擔任保安人員時死於埋伏。

## 部署

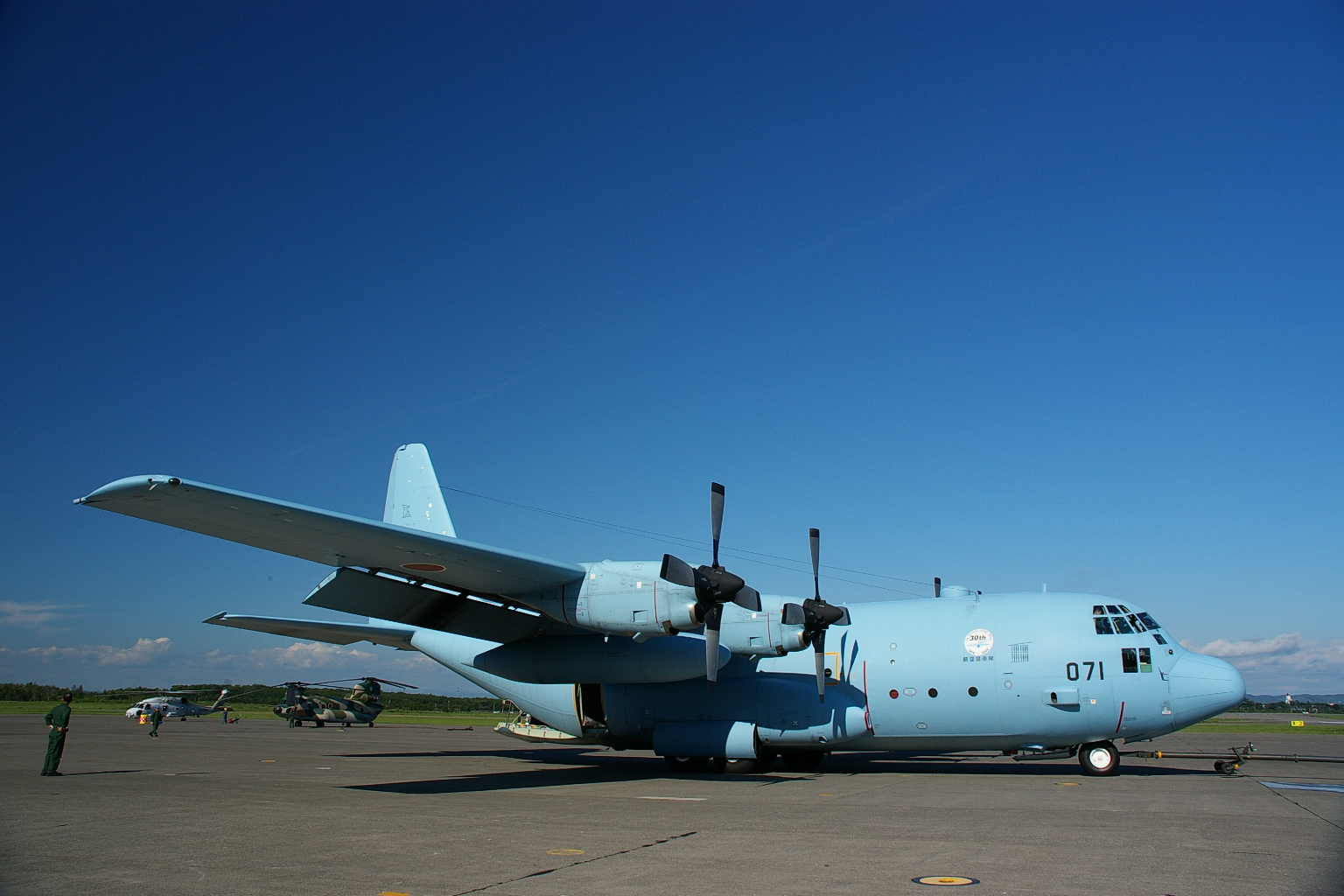
日本航空自衛隊用於伊拉克行動的C-130H運輸機

在伊拉克戰事爆發期間，薩瑪沃的形勢長期以來都相對穩定、且治安較好，因此被選為自衛隊的活動地點。
2004年1月9日，陸上自衛隊先遣隊（約30人）和航空自衛隊本隊（約150人）的派遣命令正式下達。17日，陸上自衛隊的分遣隊繼第一批航自先遣隊後到達了科威特。。19日，第一批陸自部隊抵達了薩瑪沃的荷蘭軍基地內。
2005年12月8日，日本內閣會議決定再將自衛隊的派遣延長一年，而英軍和澳大利亞國防軍則是在上半年就對部署問題展開檢討。但民調顯示反對派遣期延長的受訪者所佔比例，已從2005年年年初的55%增加到69%。2004年到2006年間的自衛隊駐伊人員共計進行了9次輪調。
由於自衛隊隊員不得主動與伊拉克游擊隊交火（除非遭受攻擊），因此該部隊主要由澳大利亞陸軍負責防衛。然而陸上自衛隊的特殊作戰群、西部方面隊的一個步兵連隊（團級）及第1空降旅團仍派遣少量人員赴伊保護自衛隊派遣團。儘管曾數次發生迫擊砲及火箭筒砲彈落入自衛隊陣地內的事件，但沒有因此造成損失或人員傷亡。

## 撤離
日本防衛廳官員在最初對自衛隊撤出伊拉克的消息予以否認。儘管最終還是承認駐伊部隊會在2006年3月開始回國，但之後又堅稱任何撤離計畫都要視伊拉克在2006年底之前是否能組建新政府、改變局勢而定。最後伊拉克聯合政府於5月創設了，而小泉內閣之後也宣布會在7月宣布任務終結之前，儘早展開撤兵作業。
6月20日，小泉純一郎首相於下午在首相官邸舉行的記者會中正式宣佈將分批撤回伊拉克的陸上自衛隊，但也建議將空降後勤支援單位從南部的薩瑪沃遷到巴格達去代替地面部隊。而時任防衛廳長官額賀福志郎也於該日向駐伊部隊發出撤退令，同時對於自衛隊派伊兩年內沒有隊員傷亡表示欣慰。
6月25日，第一批為數600人的分遣隊開始從薩瑪沃前往科威特，同時出動民間貨運業者運出薩瑪沃基地內的支援物資和機材。從此之後進行了數個階段性的撤離，而最後的220人於7月18日離開伊拉克。自衛隊的薩瑪沃基地則計畫移交給伊拉克陸軍的第10師第2旅當成旅指揮部。

## 外部連結
- Japanese Ministry of Defense's Iraq Page （日語）